# Moteur XLD Indenor
Le moteur XLD Indenor est un moteur thermique automobile à combustion interne, diesel quatre temps, avec quatre cylindres en ligne, créé à partir du moteur essence et conçu pour être positionné transversalement avec ventilateur positionné longitudinalement, qui avait la particularité d'être entraîné par une courroie avec des renvois pour atteindre la poulie du vilebrequin.
Culasse en alliage léger à chambres de turbulence avec chemises amovibles humides, arbre à cames en tête commandant directement les soupapes disposées en ligne, vilebrequin à 5 paliers et ventilateur débrayable automatique.

## Histoire
Présenté en septembre 1966 au Salon de Paris, à l'époque, le XLD était le plus petit moteur Diesel au monde monté sur une voiture de série: la Peugeot 204 Diesel.
Il existe trois versions:
- le XLD : 1 255 cm3 de 40 ch DIN – 5 CV
- le XL4D : 1 357 cm3 de 45 ch DIN – 5 CV
- le XiD : 1 548 cm3 de 47 ch DIN - 6 CV

Le XiD est tout droit dérivé du XL4D avec des pompes soit Roto-Diesel ou Bosch et un démarrage amélioré.